# Борејци
Борејци (словен. Borejci, мађ. Borhida) су насељено место у општини Тишина, Помурска регија, Словенија.

## Историја
До територијалне реорганизације у Словенији био је у саставу старе општине Мурска Собота.

## Становништво
У попису становништва из 2011. године, Борјеци је имао 248 становника.
| Број становника према пописима | Број становника према пописима | Број становника према пописима |
| ------------------------------ | ------------------------------ | ------------------------------ |
| 1991                           | 2002                           | 2011                           |
| 264                            | 251                            | 248                            |